# Strykerovo činidlo
Strykerovo činidlo ([(PPh3)CuH]6), nazývané také Osbornův komplex, je organický komplex mědi s trifenylfosfinem. Jedná se o červeně zbarvenou pevnou látku, citlivou na přítomnost vzduchu. Používá se jako homogenní katalyzátor konjugovaných redukcí enonů, enolátů a podobných sloučenin.

## Příprava a struktura

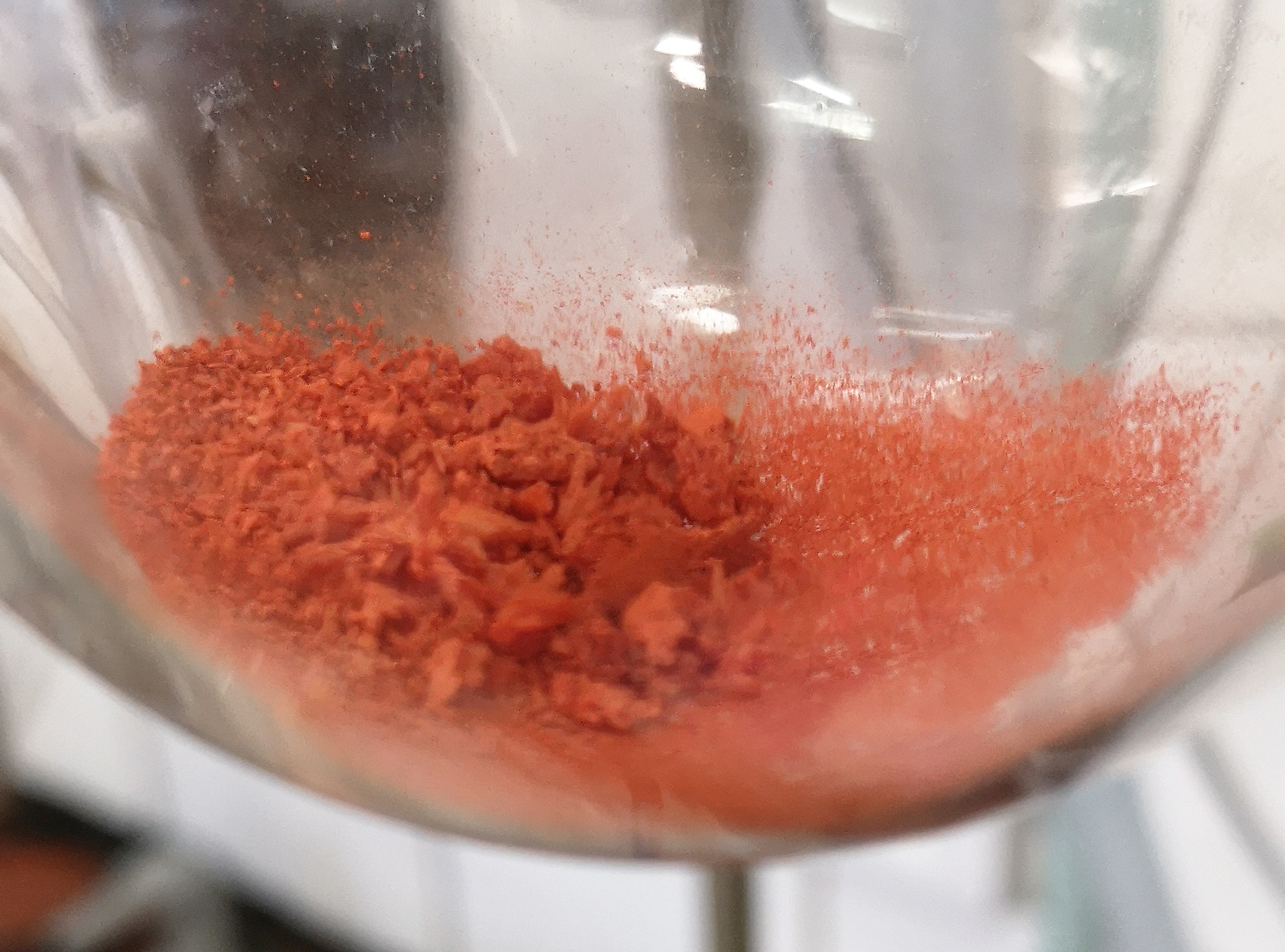
Strykerovo činidlo [PPh3-CuH]6 v atmosféře dusíku

Strykerovo činidlo se připravuje hydrogenací terc-butoxidu měďného, získávaného z chloridu měďného a terc-butoxidu sodného.
Byly vyvinuty i jiné způsoby.
Tato sloučenina vytváří oktaedrický shluk Cu(PPh3) center propojených Cu---Cu a Cu---H interakcemi. Původně se předpokládalo, že šest z osmi stěn je zachycováno hydridovými ligandy. Tato představa byla roku 2014 přezkoumána; v nově navržené struktuře hydridy vytvářejí můstek skrze vrcholy namísto stěn.

## Využití v organické syntéze
Strykerovo činidlo může katalyzovat regioselektivní konjugované redukce karbonylových sloučenin, jako jsou nenasycené aldehydy, ketony a estery. Vyznačuje se širokým spektrem použitelných funkčních skupin, vysokou účinností a mírnými reakčními podmínkami. Strykerovo činidlo se používá v katalytických množstvích a obnovuje se pomocí stechiometrického zdroje hydridových iontů, což je často vodík nebo silan. Při skladování v inertní atmosféře (například argonu nebo dusíku) je neomezeně stálé. Mírné vystavení kyslíku nemění výrazněji jeho vlastnosti, rozpouštědla, ve kterých se rozpouští, musí však být odplyněna.

## Obměny
Byly vytvořeny obměny Strykerova činidla obsahující jiné ligandy. Změnou ligandu například na P(O-iPr)3 se může výrazně upravit selektivita. Navázáním bidentátního a nechirálního bisfosfinového ligandu na Cu centrum lze dosáhnout vysokých výtěžností.